# Barbara Pas
Barbara Pas (Temse, 1 març de 1981) és una política flamenca, membre de la Cambra de Representants belga en representació del partit nacionalista d'ultradreta Vlaams Belang (VB). Anteriorment, Pas fou cap nacional de les joventuts del partit Vlaams Belang Jongeren.

## Carrera política
Sent estudiant de grau en enginyeria a la Universitat Catòlica de Leuven es va afiliar al moviment d'estudiants Nationalistische Studentenvereniging. Pas fou regidora del VB a Dendermonde, i cap nacional del Vlaams Belang Jongeren d'octubre 2009 a març de 2012. Va ser escollida a la Cambra de Representants de Bèlgica el 2007. D'ençà desembre de 2012 ha estat vicepresidenta nacional del Vlaams Belang. L'abril de 2013, va succeir Gerolf Annemans com a dirigent del grup VB a la cambra de representants. Va mantenir aquesta responsabilitat fins al maig de 2014, quan el seu partit no va tenir prou escons com per a tenir grup parlamentari individual. Va recuperar aquesta funció de nou el 2019, quan el VB va aconseguir els escons necessaris. Pas també ha negociat amb Bart de Wever (N-VA) per tal d'acabar amb el cordó sanitari que impedeix pactes amb el VB, que creu serà eliminat el 2024 quan ambdós partits obtingui prou vots per a assolir un pacte majoritari.